# وینیه‌واوده
ویجنوود (به هلندی: Wijnjewoude) یک منطقهٔ مسکونی در هلند است که در اپسترلاند واقع شده‌است. ویجنوود ۲٬۰۲۵ نفر جمعیت دارد.